# اویوا ویرتانن
اویوا ویرتانن (فنلاندی: Oiva Virtanen; ۵ اوت ۱۹۲۹ – ۲۶ سپتامبر ۱۹۹۲)بازیکن بسکتبال اهل فنلاند بود. وی در بازی‌های المپیک تابستانی ۱۹۵۲ حضور داشته‌است.